# 尼米茲冰川

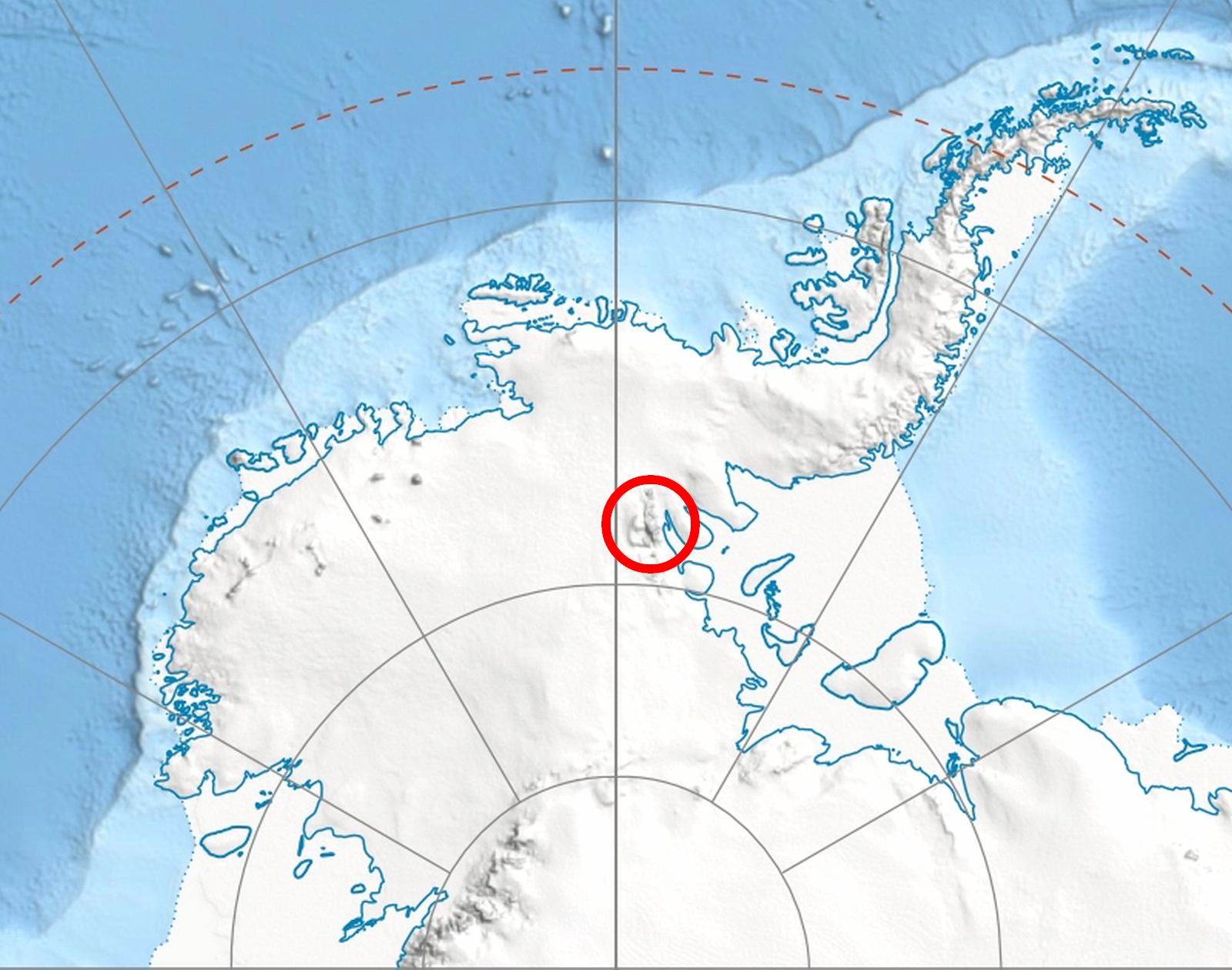
森蒂納爾嶺位置

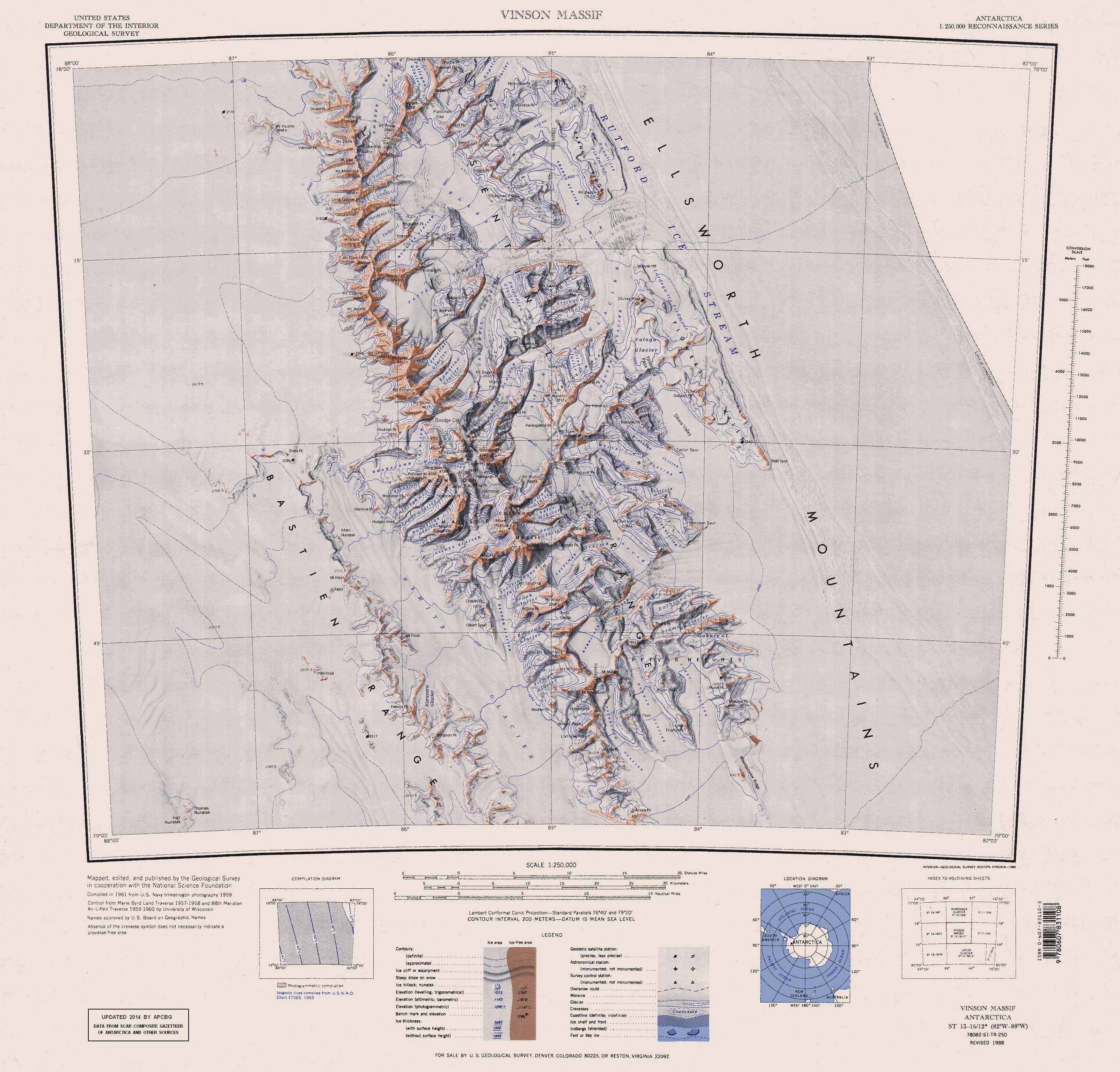
森蒂納爾嶺地圖

尼米茲冰川（英語：Nimitz Glacier）是南極洲的冰川，長64公里、寬8公里，位於文森山以西16公里，向東南方流經森蒂納爾嶺（Sentinel Range）和巴斯蒂安嶺（Bastien Range）在埃爾斯沃思山脈中部進入明尼蘇達冰川。
78°55′S 85°10′W / 78.917°S 85.167°W